# إيرازموس شوفر
إيراسموس شوفر (بالألمانية: Erasmus Schöfer) (ولد في 4 يونيو 1931 - توفي في 7 يونيو 2022) هو كاتب وروائي ألماني. عرف بمعارضته لحرب فيتنام. من أبرز أعمالهُ هي «أبناء سيزيف».

## السيرة الذاتيَّة
وُلِدَ في آلتلاندسبرغ في 4 يونيو 1931. وَقَد نشأ في برلين.

## وصلات خارجية
- موقع إيراسموس شوفر الرسمي